# 69e parallèle sud
Pour les articles homonymes, voir 69e parallèle.
En géographie, le 69e parallèle sud est le parallèle joignant les points de la surface de la Terre dont la latitude est égale à 69° sud.

## Géographie

### Dimensions
Dans le système géodésique WGS 84, au niveau de 69° de latitude sud, un degré de longitude équivaut à 40,010 km ; la longueur totale du parallèle est donc de 14 404 km, soit environ 36 % de celle de l'équateur. Il en est distant de 7 657 km et du pôle Sud de 2 345 km,.
Le 69e parallèle est situé à 49 km au sud du cercle polaire antarctique.

### Régions traversées
Le 69e parallèle sud passe en grande majorité au-dessus de l'océan Austral, mais coupe le continent antarctique et des îles avoisinantes sur une partie de son parcours. Au total, il survole des terres émergées sur près du tiers de sa longueur.
Le tableau ci-dessous résume les différentes zones traversées par le parallèle :
| Zone          | Début                 | Fin                   | Longueur (km) |
| ------------- | --------------------- | --------------------- | ------------- |
| Océan Austral | 69° 00′ S, 63° 38′ O  | 69° 00′ S, 32° 32′ E  | 3 848         |
| Antarctique   | 69° 00′ S, 32° 32′ E  | 69° 00′ S, 33° 53′ E  | 54            |
| Océan Austral | 69° 00′ S, 33° 53′ E  | 69° 00′ S, 39° 42′ E  | 233           |
| Antarctique   | 69° 00′ S, 39° 42′ E  | 69° 00′ S, 69° 34′ E  | 1 195         |
| Océan Austral | 69° 00′ S, 69° 34′ E  | 69° 00′ S, 77° 54′ E  | 333           |
| Antarctique   | 69° 00′ S, 77° 54′ E  | 69° 00′ S, 155° 55′ E | 3 121         |
| Océan Austral | 69° 00′ S, 155° 55′ E | 69° 00′ S, 72° 05′ O  | 5 281         |
| Antarctique   | 69° 00′ S, 72° 05′ O  | 69° 00′ S, 70° 04′ O  | 81            |
| Océan Austral | 69° 00′ S, 70° 04′ O  | 69° 00′ S, 66° 53′ O  | 127           |
| Antarctique   | 69° 00′ S, 66° 53′ O  | 69° 00′ S, 63° 38′ O  | 130           |
| Océan Austral | 69° 00′ S, 63° 38′ O  | 69° 00′ S, 32° 32′ E  | 3 848         |